# Altamira (Busturia)
Altamira es un barrio del municipio español de Busturia, perteneciente a la provincia de Vizcaya, en la comunidad autónoma del País Vasco.

## Historia
Hacia mediados del siglo XIX, el lugar, ya por entonces un barrio de la anteiglesia de Busturia, tenía contabilizada una población de 307 habitantes. Aparece descrito en el segundo volumen del Diccionario geográfico-estadístico-histórico de España y sus posesiones de Ultramar de Pascual Madoz con las siguientes palabras:

ALTAMIRA: barrio y casa solar y armera en la prov. de Vizcaya, part. jud. de Bermeo y anteigl. de Busturia (V.), tiene de notable el palacio de su nombre reedificado en el siglo X por D. Manso Lopez, Sr. de Vizcaya: pobl. 68 vec. y 307 almas.
(Madoz, 1845, p. 207)